# Óculos de neve

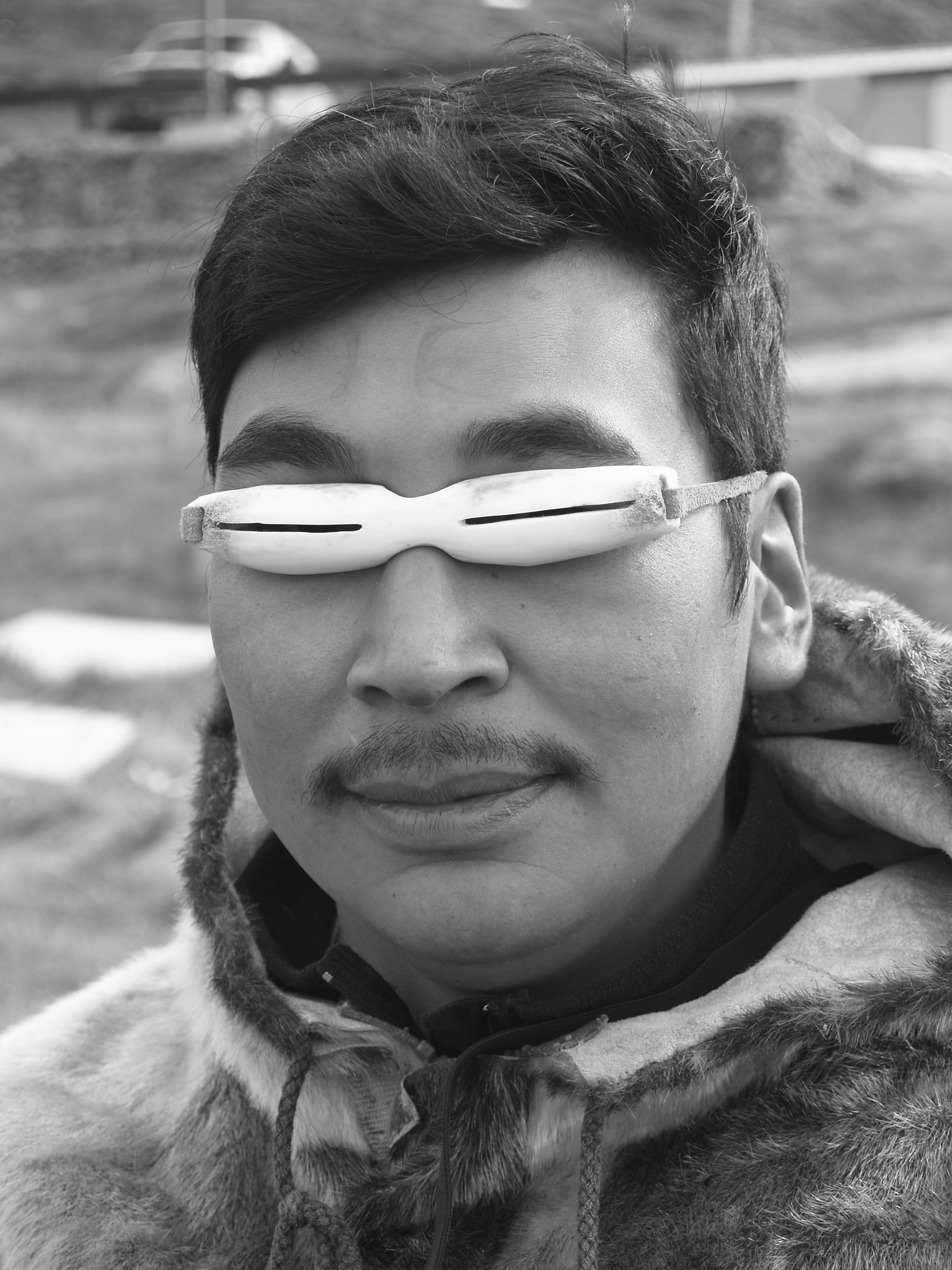
Óculos inuítes feitos a partir de galhada de caribu, com tendão de caribu para a correia

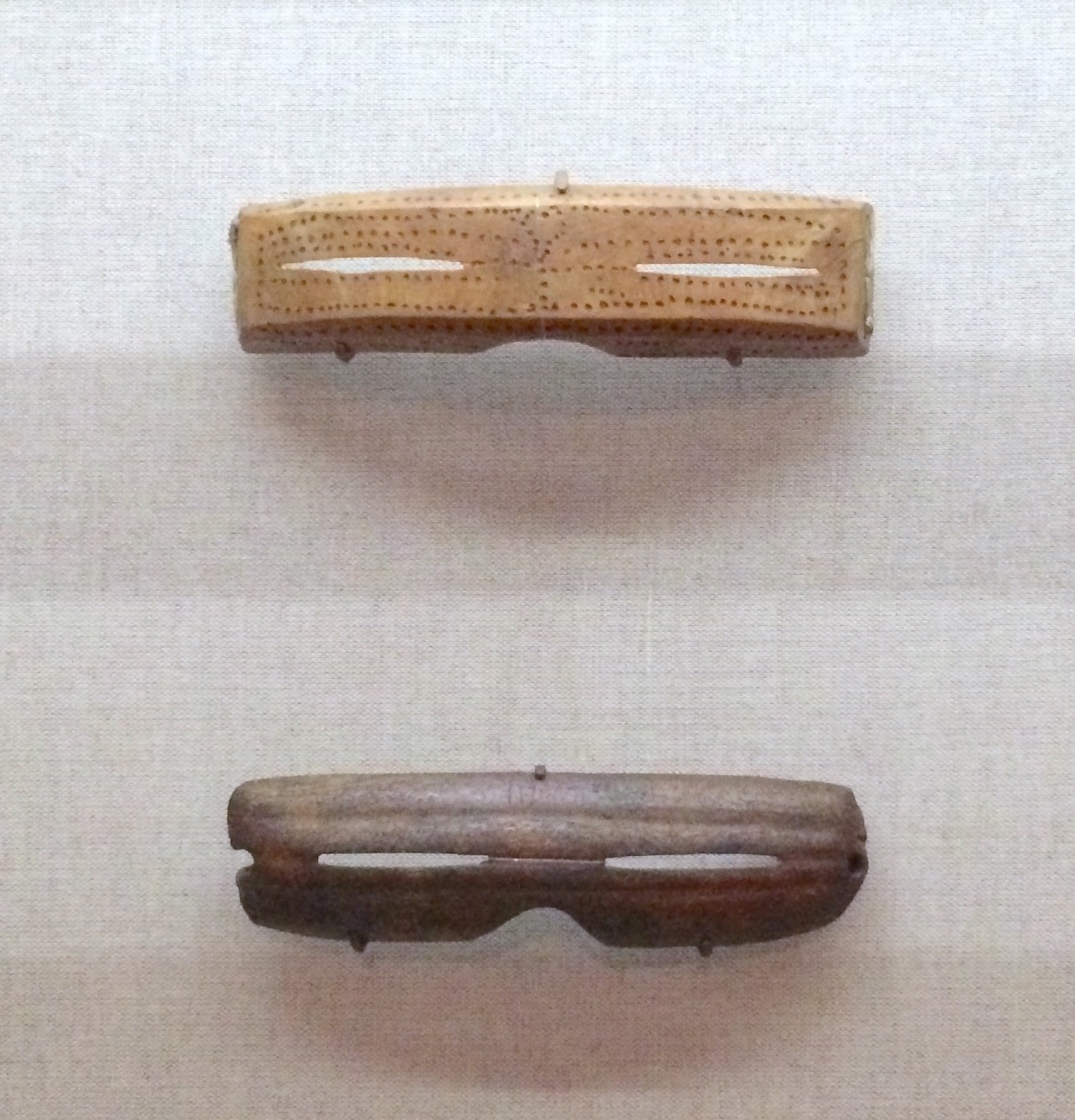
Óculos de neve inuítes do Alasca. Feitos de madeira esculpida, 1880–1890 (em cima) e chifre de caribu 1000–1800 (embaixo)

Óculos de neve (do inuktitut: ilgaak ou iggaak, silabário: ᐃᓪᒑᒃ ou ᐃᒡᒑᒃ; em yupik: nigaugek) são um tipo de óculos tradicionalmente usado pelos inuítes e iúpiques, povos do Ártico, também conhecidos como esquimós, para impedir a cegueira da neve. Foram utilizados desde tempos pré-históricos, tendo sido encontrados exemplares entre a cultura arqueológica do Velho Mar de Bering, que se iniciou por volta dos séculos III e II a.C; estendendo-se até cerca do ano 700 d.C., cujos desenvolvimentos tecnológicos continuaram nas culturas inuítes posteriores.
Os óculos de proteção são tradicionalmente feitos de madeira flutuante (trazida nas correntezas marítimas, especialmente abeto), ossos, marfim de morsa, chifre de caribu, ou, em alguns casos, capim costeiro. A peça de trabalho é esculpida para se ajustar ao rosto do usuário e uma ou mais fendas horizontais estreitas são trinchadas na frente. Os óculos se encaixam firmemente contra o rosto, de modo que a única luz que entra é através das fendas, e às vezes é aplicada fuligem no interior para ajudar a reduzir o brilho. As fendas são estreitas não apenas para reduzir a quantidade de luz que entra, mas também para melhorar a acuidade visual. Quanto maior a largura das fendas, maior o campo de visão. 

## Terminologia
Como outras palavras da língua inuíte, tais como inukhuk/inuksuk, uma palavra diferente pode ser usada em diferentes dialetos. No dialeto de Kivalliq, ilgaak (ᐃᓪᒑᒃ) é usado, enquanto o dialeto do norte de Baffin usa iggaak (ᐃᒡᒑᒃ) Ambas as palavras também são usadas para se referir a óculos de sol. No dialeto iúpique central, os óculos de neve são chamados de nigaugek, enquanto em Cup'ig eles são igguag. Em iúpique siberiano, a palavra é iyegaatek.